# Drepanocentron malaya
Drepanocentron malaya är en nattsländeart som beskrevs av Olah 1993. Drepanocentron malaya ingår i släktet Drepanocentron och familjen Xiphocentronidae. Inga underarter finns listade i Catalogue of Life.